# Дом здравља „Свети Лука” Калиновик
Дом здравља „Свети Лука” Калиновик је јавна установа у државној својини и здравствени центар у Калиновику, који се налази у улици Пера Тунгуза бр. 12. Назив је добио по Светом Луки, лекару и пријатељу апостола Павла.

## Историја
Зграда Дома здравља „Свети Лука” Калиновик је изграђена крајем 1976 године. Са радом је почео 1977. под називом Дом здравља Калиновик. Укупна површина установе износи 693 m². У периоду 1992—1995. је био ратна болница, а након рата добија данашњи назив Дом здравља „Свети Лука”. Садржи деветнаест радника, један тим породичне медицине у који је пријављено 2086 пацијената. Покрива 640 km² територије општине Калиновик. Дому здравља припада и подручна амбуланта која се налази у Улогу.